# Pico Viejo

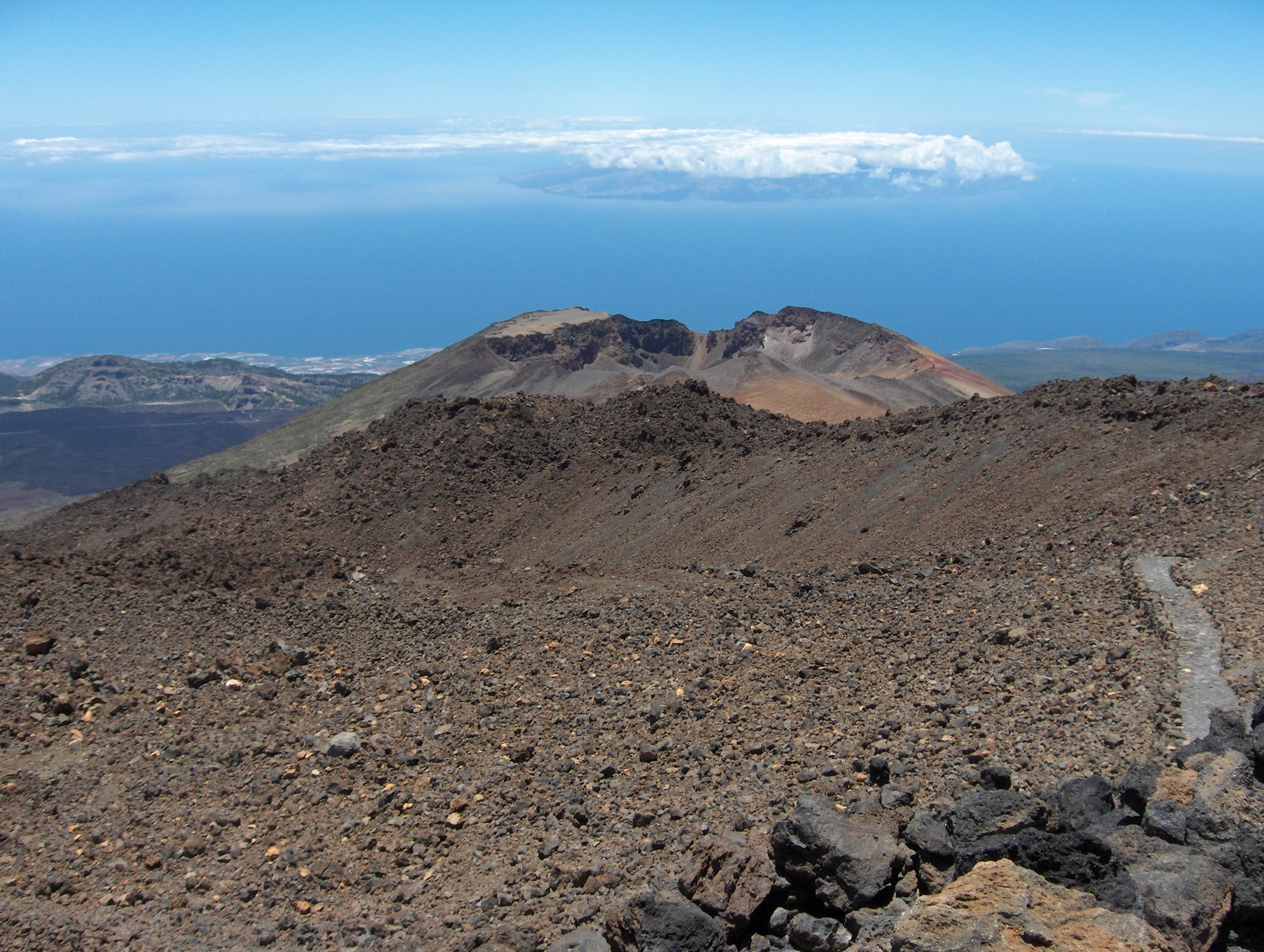
Krater Pico Viejo

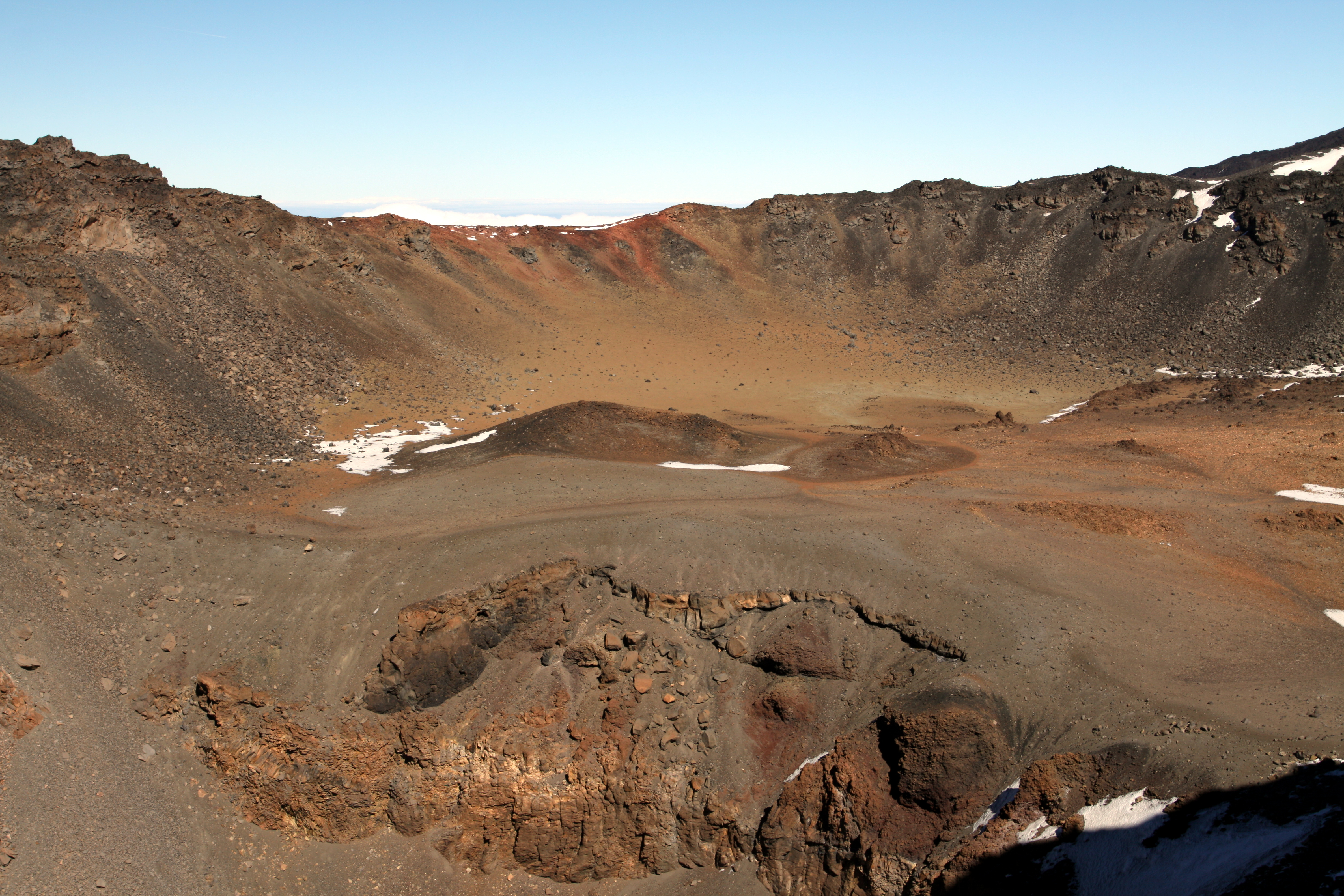
Widok wewnątrz krateru Pico Viejo

Pico Viejo – wulkan położony na wyspie Teneryfie (Wyspy Kanaryjskie, Hiszpania). Jest to drugi co do wysokości szczyt Teneryfy i wysp Kanaryjskich (po Teide) o wysokości 3135 m n.p.m. Posiada krater o średnicy ok. 720 metrów.
Wulkan jest częścią kompleksu wulkanicznego Teide, która zaczęła kształtować się około 200 000 lat temu w centrum Teneryfy. Jest to jeden z jeszcze kilku innych kraterów zlokalizowanych wokół El Teide.
Wybuchł w 1798 roku i szacuje się, że  wyrzucił wtedy około 12 mln m³ lawy w ciągu trzech miesięcy, tworząc powierzchnię koloru czarnego, która różni się od reszty kompleksu wulkanicznego o nazwie Nosy Teide.

## Źródła
- Geologia Teide